# 盧卡斯·奧坎波斯
盧卡斯·阿列尔·奧坎波斯（西班牙語：Lucas Ariel Ocampos，發音：[ˈlukas aˈɾjel oˈkampos]；1994年7月11日—），是一名阿根廷職業足球员，司職翼鋒，现在效力墨西哥足球超級聯賽球隊蒙特雷。
奧坎波斯於阿根廷甲組足球聯賽球隊河床開始其職業生涯，為球隊的青訓球員。2012年，他轉會至當時位處法國足球乙級聯賽的球會摩納哥，轉會費為破法乙紀錄的1100萬歐元。奧坎波斯效力摩納哥2年半，曾被提名欧洲金童奖。2015年，他轉會至法國甲組足球聯賽球會马赛。

## 球會生涯

### 早期生涯
奧坎波斯於6歲時加入了基尔梅斯的青年隊，起初時司職前鋒。在一場對陣布宜诺斯艾利斯地方球會的青年隊比賽中，他梅開二度，隨後獲河床的球探發現。奧坎波斯在U15球會盃（U15 Sudamericano）代表阿根廷有着出色的表現後，河床買下奧坎波斯的一半擁有權。

### 河床
2011年，河床歷史性首次降班至阿根廷足球乙级联赛後，奧坎波斯獲得一線隊上陣的機會。2011年8月16日，領隊阿爾梅達於對陣小農夫的比賽中派遣他上陣，當時奧坎波斯只有17歲；次輪聯賽對陣里瓦达维亚独立時，他射入職業生涯首個入球，協助球隊以3比1勝出。早於奧坎波斯開始效力基尔梅斯的青年軍時，艾美達為基尔梅斯一線隊的球員。於剩餘的賽季中，他成為球隊的正選球員，於聯賽上陣38場並攻入7球，協助球隊升班至阿根廷足球甲级联赛。全季出色的狀態亦令奧坎波斯被評定為其中一位值得注意的球員（Players to Watch）。次季，他於聯賽首戰對陣貝格拉諾的比賽中上陣，這亦是他最後一次為河床上陣，因在2012年8月6日奧坎波斯轉會至摩納哥。

### 摩納哥
2012年8月6日，奧坎波斯轉會至俄羅斯富豪德米特里·雷波諾列夫所擁有的球會摩納哥，轉會費據報為1100萬歐元，費用由基尔梅斯、河床和第三方投資者瓜分。交易完成後，奧坎波斯成為法乙史上最昂貴轉會費的球員。他於8月31日對陣勒哈費爾的比賽中，首次代表球隊上陣。奧坎波斯於下半場後備入替埃米爾·巴伊拉米，但球隊以1比2落敗。於法國聯賽盃第3圈對陣華倫西恩斯的比賽中，他在比賽加時階段以「倒掛」的方法，攻入轉會後首個入球，協助球隊以4比2勝出，晉級比賽的第4圈。這個的入球於賽季後被摩納哥球迷選為球隊全季最佳的入球。2013年1月18日，奧坎波斯在對陣伊斯特尔的比賽中，攻入首個聯賽入球。他亦交出1次助攻予加利·卡格爾馬歇，協助球隊以2比0勝出。全季，奧坎波斯為球隊於聯賽上陣29場，攻入4球，協助球隊升班至法國甲組足球聯賽。
升班後，班主雷波諾列夫允許球隊大肆收購球員，買下了哈梅斯·羅德里奎茲、等球員，奧坎波斯於陣中的影響力大不如前。他於新賽季多被列作後備球員，但仍能於聯賽上陣34場比賽，攻入5球。最終該賽季，摩納哥以次名完成聯賽，排名比同為「暴發戶」球隊的巴黎聖日耳曼低。由於球隊於收購大量球員後仍未能獲得法甲聯賽冠軍，領隊於季尾被辭退，由接任。奧坎波斯於渣甸上任後的上陣時間大減，但仍能於2014年10月獲得欧洲金童奖的提名資格，最終該年的獎項由當時效力利物浦的獲得。於2015年1月，奧坎波斯只是為球隊上陣了7場比賽後申請離隊，最終轉會至马赛。

### 马赛
2015年2月3日，奧坎波斯外借加盟法甲對手马赛，直至賽季完結，與領隊兼同鄉馬塞洛·貝爾薩合作。4日後，他在對陣雷恩時首次代表球隊上陣，並攻入1球，最終球隊以1比1賽和對手。6月30日，馬賽宣佈正式簽下奧坎波斯，轉會費據報為約700萬歐元。8月23日，他在對陣特魯瓦時，接應羅曼·阿歷辛迪尼的傳中球，再以倒掛的方式攻入轉會後首球，協助球隊以6比0大勝。這個入球被提名為該季法甲最佳入球，但最終獎項由昂熱的派歷克·卡比尼獲得。可是，整個賽季他只能攻入這個入球。在領隊馬些路·比爾沙辭職後，他未能獲得新任領隊的信任，只於聯賽上陣17場比賽。

#### 外借至熱拿亞及AC米蘭
2016年6月29日，奧坎波斯被外借至意大利甲組足球聯賽球會热那亚，為期1個賽季，合約亦設有季尾買斷條款。8月12日，他在意大利盃對陣莱切時，於下半場後備入替，首次代表球會上陣，最終球隊以3比2勝出；9日後，他在對陣升班馬卡利亚里時，首次代表球隊於聯賽上陣，協助球隊以3比1勝出。於9月時，奧坎波斯弄傷膝部韌帶，需缺陣最少1個月。他於11月6日對陣乌迪内斯的比賽中復出，並攻入轉會後首個入球，協助球隊迫和對手1比1。於次輪聯賽對陣拉素的比賽中，他攻入1球，但球隊仍以1比3落敗。2017年1月22日，奧坎波斯攻入效力熱拿亞期間的最後1球，協助球隊以2比2迫和克罗托内。1月尾，熱拿亞與馬賽達成協議，馬賽將給予熱拿亞50萬歐元終止奧坎波斯的外借合同，而球員外借加盟另一支意甲球隊AC米蘭 。
2017年1月30日，AC米蘭宣佈奧坎波斯將外借加盟球隊，直至賽季完結，而合約中其中一條條款為前球會熱拿亞仍設有季尾買斷條款。AC米蘭因球員外借加盟英格蘭超級足球聯賽球隊屈福特而簽下他。2月5日，奧坎波斯首次代表球隊上陣，他在對陣桑普多利亚的比賽中，於下半場後備入替安德烈亞·貝爾托拉奇，但球隊最終以0比1見負。
於兩次的外借中，奧坎波斯為兩間球會斷斷續續地上陣，共上場29次，攻入3球，他於賽季完結後便返回馬賽。

#### 返回馬賽
2017年8月12日，奧坎波斯在返回法甲後首場比賽中，攻入全場唯一的入球，協助球隊作客小勝南特1比0。10月1日，奧坎波斯在對陣尼斯時梅開二度，協助馬賽以4比2勝出。

### 西維爾
2019年7月3日，奧坎波斯與西甲球隊塞維利亞簽署了一份為期五年的合約，但未披露費用。

## 國家隊生涯
2019年10月9日，奧坎波斯首次代表阿根廷國家足球隊，在對上德國國家足球隊的友誼賽，中場休息時間替補安赫爾·科雷亞上場，踢進了自己第一個國際進球並協助球隊扳平比分，最終2-2平局。

## 生涯數據
截至2017年8月20日 
| 球會           | 賽季        | 聯賽               | 聯賽 | 聯賽 | 盃賽1 | 盃賽1 | 聯賽盃2 | 聯賽盃2 | 洲際賽事3 | 洲際賽事3 | 總計 | 總計 |
| 球會           | 賽季        | 聯賽               | 出場 | 入球 | 出場  | 入球  | 出場    | 入球    | 出場      | 入球      | 出場 | 入球 |
| -------------- | ----------- | ------------------ | ---- | ---- | ----- | ----- | ------- | ------- | --------- | --------- | ---- | ---- |
| 河床           | 2011-12賽季 | 阿根廷足球乙级联赛 | 38   | 7    | 1     | 0     | —       | —       | 0         | 0         | 39   | 7    |
| 河床           | 2012-13賽季 | 阿根廷足球甲级联赛 | 1    | 0    | 0     | 0     | —       | —       | 0         | 0         | 1    | 0    |
| 河床           | 總計        | 總計               | 39   | 7    | 1     | 0     | —       | —       | 0         | 0         | 40   | 7    |
| 摩納哥         | 2012-13賽季 | 法國足球乙級聯賽   | 29   | 4    | 1     | 0     | 2       | 1       | —         | —         | 32   | 5    |
| 摩納哥         | 2013-14賽季 | 法国足球甲级联赛   | 34   | 5    | 4     | 2     | 1       | 0       | 0         | 0         | 39   | 7    |
| 摩納哥         | 2014-15賽季 | 法国足球甲级联赛   | 17   | 1    | 2     | 1     | 1       | 0       | 6         | 1         | 26   | 2    |
| 摩納哥         | 總計        | 總計               | 80   | 10   | 7     | 3     | 4       | 1       | 6         | 1         | 97   | 15   |
| 马赛           | 2014-15賽季 | 法国足球甲级联赛   | 14   | 2    | 2     | 1     | 1       | 0       | 0         | 0         | 17   | 3    |
| 马赛           | 2015-16賽季 | 法国足球甲级联赛   | 17   | 1    | 1     | 0     | 1       | 1       | 6         | 2         | 25   | 4    |
| 马赛           | 2017-18賽季 | 法国足球甲级联赛   | 2    | 1    | 0     | 0     | 0       | 0       | 2         | 0         | 4    | 1    |
| 马赛           | 總計        | 總計               | 33   | 4    | 3     | 1     | 2       | 1       | 8         | 2         | 46   | 8    |
| 热那亚（外借） | 2016-17賽季 | 意大利甲組足球聯賽 | 14   | 3    | 3     | 0     | —       | —       | —         | —         | 17   | 3    |
| 热那亚（外借） | 總計        | 總計               | 14   | 3    | 3     | 0     | —       | —       | —         | —         | 17   | 3    |
| AC米蘭（外借） | 2016-17賽季 | 意大利甲組足球聯賽 | 12   | 0    | 0     | 0     | —       | —       | —         | —         | 12   | 0    |
| AC米蘭（外借） | 總計        | 總計               | 12   | 0    | 0     | 0     | —       | —       | —         | —         | 12   | 0    |
| 生涯總計       | 生涯總計    | 生涯總計           | 176  | 24   | 14    | 4     | 6       | 2       | 14        | 3         | 212  | 33   |

1包括阿根廷杯、意大利盃和法國盃

2包括法國聯賽盃

3包括南美解放者杯、南美球會盃、和

## 榮譽

### 球會
河床
- 阿根廷足球乙级联赛：2011-12賽季

 摩納哥
- 法國足球乙級聯賽：2012-13賽季

 塞維利亞
- 歐霸盃冠軍：2019-20、2022-23[36]

## 外部連結
- Soccerway資料庫：盧卡斯·奧坎波斯